# Навлинская волость
На́влинская волость — административно-территориальная единица в составе Бежицкого уезда Брянской губернии, существовавшая в 1924—1929 годах.
Центр — посёлок (ныне рабочий поселок) Навля.

## История
Волость образована в мае 1924 года путём слияния Пролысовской и Салтановской волостей Трубчевского уезда и Бутерской волости Карачевского уезда с одновременной передачей их в состав Бежицкого уезда.
В 1929 году, с введением районного деления, волость была упразднена, а на её территориальной основе был сформирован Навлинский район Брянского округа Западной области (ныне входит в состав Брянской области).

## Административное деление
По состоянию на 1 января 1928 года Навлинская волость включала в себя следующие сельсоветы: Алексеевский, Алешенский, Андреевский, Бутерский, Бяковский, Вздруженский, Вознесенский, Гаврилковский, Глинновский, Журавский, Зубовский, Клинский, Клюковникский, Крапивенский, Лбовский, Навлинский, Прилепский, Пролысовский, Ревенский, Салтановский, Святовский, Синезерский, Соколовский, Чичковский.